# John Lilburne

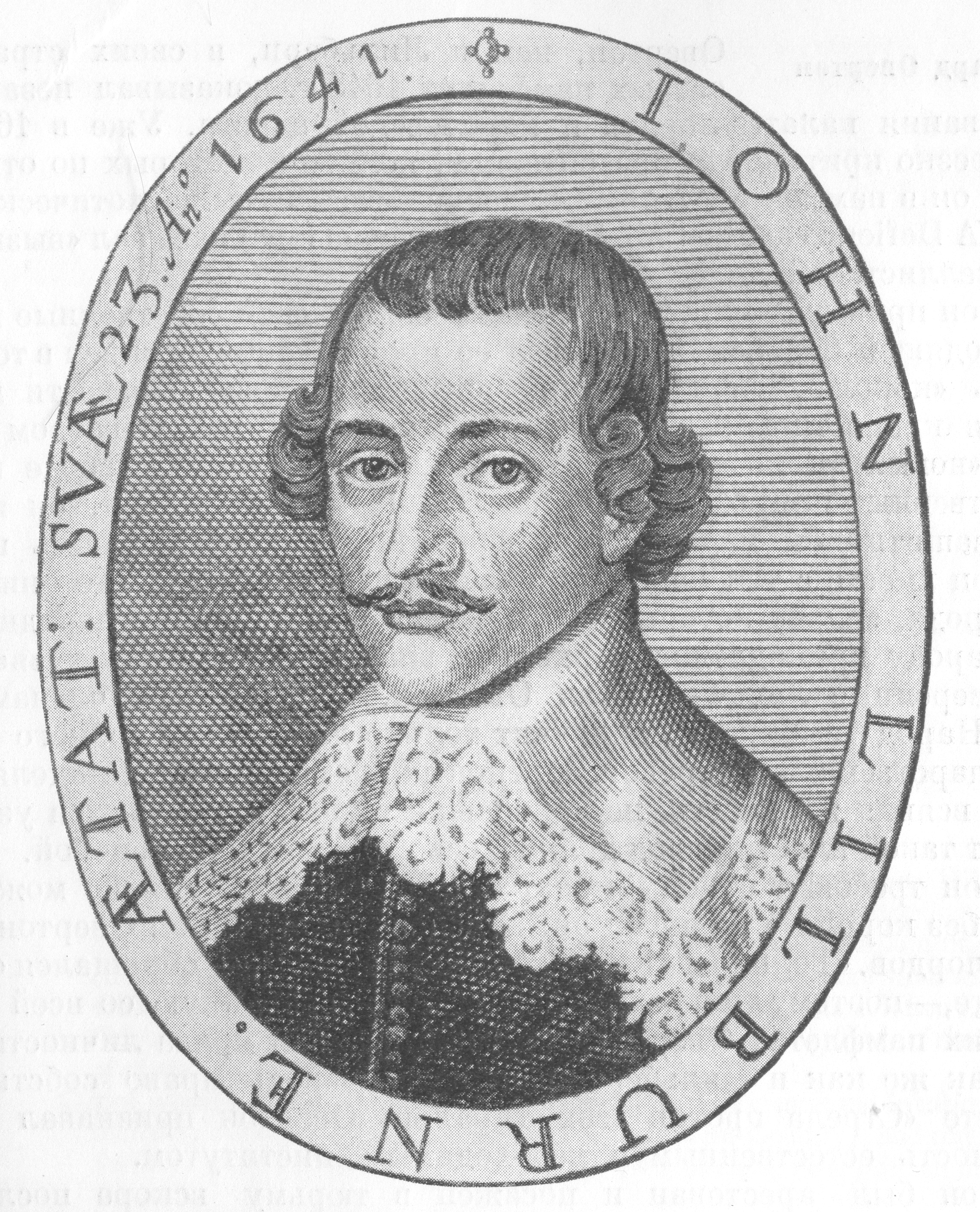
John Lilburne

John Lilburne (ur. 1614, zm. 29 sierpnia 1657) – angielski myśliciel polityczny i religijny, filozof; ideolog lewelerów, za swoje poglądy religijne (kolportaż pism) wtrącony do więzienia z wyrokiem dożywotniego pozbawienia wolności, w 1641 uwolniony dzięki interwencji Długiego Parlamentu, wstąpił do wojska, dosłużył się rangi pułkownika, ustąpił po konflikcie z Oliverem Cromwellem; w swoich poglądach łączył głębokie zaangażowanie religijne - przekonanie o istnieniu niezmienialnego prawa naturalnego z przekonaniem o konieczności radykalnej demokratyzacji ustroju m.in. zniesieniem monarchii i izby wyższej parlamentu, rzecznik tolerancji, wolności religijnej, swobodnej wymiany gospodarczej i prywatnej własności; prekursor teorii podziału władzy.